# Václav Plachý
Václav Plachý (* 4. September 1785 in Klopotovice, Okres Prostějov, Mähren; † 7. Juli 1858 in Wien) war ein in Wien wirkender Organist, Komponist und Musikpädagoge mährischer Herkunft.

## Leben und Werk
Václav Plachýs Vater verstarb früh, so dass er bei seinem Onkel Antonín Plachý, einem Organisten, im tschechischen Dub nad Moravou aufwuchs und von diesem auch musikalisch ausgebildet wurde. Später übersiedelte er nach Wien, wo er als Klavierlehrer tätig war. 1811 übernahm er die Organistenstelle an der Wiener Piaristenkirche, die er bis zu seinem Tod innehatte.
Plachý komponierte geistliche Musik, darunter eine Messe in B-Dur, sowie zahlreiche Klavierwerke vielfach didaktischen Charakters. Plachý lieferte auch eine Variation zu einem Walzer Anton Diabellis, der insgesamt 50 zeitgenössische Komponisten zu je einer Variation über einen selbstkomponierten Walzer angeregt hatte, die unter dem Titel „Vaterländischer Künstlerverein“ publiziert wurden; Beethoven verarbeitete das Thema in eigenen Diabelli-Variationen.